# Heaven's drive
«HEAVEN'S DRIVE» es el primer sencillo que la banda L'Arc~en~Ciel lanzó en 1999, convirtiéndose el número #1 del Oricon y permaneciendo en el ranking durante 12 semanas. En todo el año consiguió vender 1.123.580 unidades, siendo el #9 más vendido del año.

Las letras de los dos temas del sencillo se basan en poemas de poeta francés Paul Verlaine.
En el rodaje del videoclip el grupo conoció a Ein, uno de los modelos figurantes. Años más tarde se convertiría en el bajista del proyecto en solitario de Ken, SONS OF ALL PUSSYS. 
| #  | Título                                 | Compuesta por:                             |
| -- | -------------------------------------- | ------------------------------------------ |
| 1. | HEAVEN'S DRIVE                         | hyde (letra y música)                      |
| 2. | metropolis -android goes to sleep mix- | hyde (letra) ken (música) yukihiro (remix) |